# The Boy, the Mole, the Fox and the Horse
The Boy, the Mole, the Fox and the Horse (Nederlandse titel: De jongen, de mol, de vos en het paard) is een korte animatiefilm uit 2022, gebaseerd op het gelijknamige boek van illustrator en auteur Charlie Mackesy. In 2023 won de film een Oscar in de categorie korte animatiefilm.

## Algemeen
Het Engelstalige prentenboek The boy, the mole, the fox and the horse kwam uit in 2019 en werd een besteller. In 2022 werd acht maanden gewerkt aan een animatiefilmversie. De Apple Original-film werd geproduceerd door J.J. Abrams en Hannah Minghella van Bad Robot Productions. De originele soundtrack komt van Isobel Waller-Bridge.
De jongen, de mol, de vos en het paard reizen samen door verschillende landschappen heen naar huis. De personages werden in de filmversie meer uitgediept.
De kortfilm werd in 2022 uitgezonden door de Britse televisiezender BBC op de avond van Kerstmis. Met vier miljoen Britse kijkers werd de film die avond het best bekeken BBC-programma.

## Stemverdeling
| Personage             | Engelse stem       |
| --------------------- | ------------------ |
| The boy (de jongen)   | Jude Coward Nicoll |
| The mole (de mol)     | Tom Hollander      |
| The fox (de vos)      | Idris Elba         |
| The horse (het paard) | Gabriel Byrne      |

## Prijzen
- Op 19 februari 2023 op de 76e British Academy Film Awards won de film de prijs voor beste Britse korte animatie.
- Op 12 maart 2023 op de 95ste Oscaruitreiking won de film de prijs voor beste korte animatiefilm.